# Judovska skupnost v Tivoliju
Prve sledi prisotnosti judovskega življa v mestu Tivoli segajo v leto 1305. Dokumenti izkazujejo, da so bili tamkajšnji Judje predvsem zdravniki; med uglednima avtoritetama se omenjata zdravnik Elija di Sabato ter fizik Salomon. »Med pontifikatom papeža Urbana VI. je bila v Tivoliju sinagoga, v katero so zahajali Judje, ki so živeli na obrobju mesta v bližini samostana dominikancev. V tem času se je njihovo število povečalo in postali so restless and boldly. Mestne oblasti so se zbale, da bi zaradi večje judovske prisotnosti lahko prišlo do kršenja javnega reda in miru, zato so 3. julija 1389 izdale odlok, po katerem so morali Judje nositi preko ramen rdeče ogrinjalo, da bi se tako ločili od drugih meščanov, mestni veljaki pa so s tem ubranili svojo superiornost pred vse številčnejši Judi. Kršitve odloka so bile kaznovane z zaplembo posameznikovega imetja, lahko pa celo z življenjem.«
V 15. stoletju je kulturna dejavnost tivolske judovske skupnosti dosegla zavidljivo raven, tako so znani številni kodeksi, ki so se ohranili v najpomembnejših knjižnicah. V Tivoliju je prav tako zasedal zbor predstavnikov italijanskih judovskih skupnosti, ki je razpravljal o protijudovskih odlokih, ki jih je uveljavil koncil v Baslu (1431–49).
V Descriptio Urbis mesta Terracina beremo, da je med vsemi judovskimi skupnostmi v regiji Lazio »najsiromašnejša in najštevilčnejša tista v Tivoliju, kjer štirinajst ′domov′ plača skupno 42 dukatov (povprečno tri dukate na družino).« »Po najstarejših ohranjenih virih naj bi družina Ventura zapustila Tivoli skupaj z drugimi Judi, ki jih je z odlokom izgnal papež Pij V. leta 1568.«
 
Judovsko pokopališče se je nahajalo tri kilometre od mestnega središča vzdolž ulice Tiburtine, in sicer v primestni četrti Magnano. Kasnejši dokumenti izkazujejo pokopališče pri gradu Rocca Pia. Papež Pavel IV. je z bulo odredil zaprtje judovskega geta, in sicer je sprostil izhod iz geta z dvojimi vrati – ena so bila pod obokom srednjeveškega vhoda na začetku Vicola dei Granai che da' su piazza Palatina, druga pa na koncu Vicola dei Granai, od koder se vidi na Vio Palatino. Geto je obstajal vse do leta 1847.
Po virih sodeč, se je sinagoga nahajala na predelu med današnjo Vio Palatino in Vicolom dei Granai, znanim kot »judovska aleja«. Stavba, pregrajevana skozi stoletja, je bila dokočno porušena leta 1937, ko so razširili Vio Palatino.
Omembe vredna je freska iz 12. stoletja, ki se nahaja v cerkvi sv. Silvestra, na njej pa je upodobljena gruča Judov, ki se prerekajo s škofom Silvestrom – gre za spor, izpričan v letu 315. 
Med uglednimi tivolski Judi velja omeniti fizika Emilia Segrèta (Tivoli 1905, umrl v Laffayettu 1989), dobitnika Nobelove nagrade za fiziko leta 1959, in njegovega brata Angela Segrèta, papirologa in zgodovinarja ekonomije (Tivoli 1890, umrl v Firencah 1969).